# Malygincev, buhta
Malygincev, buhta är en vik i Antarktis. Den ligger i Östantarktis. Australien gör anspråk på området.